# Lauryl glucoside
Lauryl glucoside là một chất hoạt động bề mặt được sử dụng trong mỹ phẩm. Đây là một glycosid được sản xuất từ glucose và rượu lauryl.